# Chrysometa zelotypa
Chrysometa zelotypa este o specie de păianjeni din genul Chrysometa, familia Tetragnathidae. A fost descrisă pentru prima dată de Keyserling, 1883. Conform Catalogue of Life specia Chrysometa zelotypa nu are subspecii cunoscute.